# Meteorus laodice
Meteorus laodice är en stekelart som beskrevs av Nixon 1943. Meteorus laodice ingår i släktet Meteorus och familjen bracksteklar. Inga underarter finns listade i Catalogue of Life.